# Tahith Chong
Tahith Chong, né le 4 décembre 1999 à Willemstad (Curaçao), est un footballeur néerlandais qui joue au poste de milieu de terrain à Luton Town.

## Biographie

### Enfance et débuts
Chong naît à Willemstad au Curaçao. Sa famille s'expatrie aux Pays-Bas en 2009 et Chong commence le football européen au Feyenoord Rotterdam où il évolue jusqu'à l'équipe des moins de 17 ans.

### Manchester United
En 2016, Tahith Chong rejoint le club anglais de Manchester United. En juillet 2018, il est convoqué pour effectuer le stage de préparation aux États-Unis.
Le 23 octobre 2018 il est présent sur le banc des remplaçants face à la Juventus Turin en Ligues des champions. Il n'entre cependant pas en jeu dans ce match qui voit son équipe perdre 1-0.
Le 5 janvier 2019, il prend part à sa première rencontre avec l'équipe professionnelle en entrant à l'heure de jeu contre Reading en Coupe d'Angleterre (victoire 2-0). Lors de ce match, il écope d'un carton jaune à la 77e minute. Le 2 mars suivant, il dispute ses premières minutes de Premier League face à Southampton (3-2).
Le 6 mars 2019, Chong entre en fin de match lors du huitième de finale retour de la Ligue des champions contre le Paris Saint-Germain (victoire 1-3).
Le 19 octobre 2019, il connait sa première titularisation en professionnel contre Astana lors du premier match de phase de groupes de la Ligue Europa.
Le 27 février 2020 il entre en jeu à la mi-temps à la place de Daniel James en seizièmes de finale retour de Ligue Europa face à Bruges. Lors de ce match il délivre sa première passe décisive en professionnel pour Fred dans le temps additionnel.

### Werder
En manque de temps de jeu à Manchester United, il est prêté pour une saison au Werder de Brême le 16 août 2020.
Le 12 septembre 2020, il entre en jeu à la mi-temps à la place de Yuya Osako lors d'un match de premier tour de Coupe d'Allemagne face à Carl Zeiss Iéna. Lors de ce match il inscrit son premier but en professionnel.
Le 19 septembre 2020, il joue son premier match de Bundesliga face au Herta Berlin en étant titulaire 63 minutes.

### Club Bruges
Il est prêté pour six mois au Club Bruges KV le 30 janvier 2021.

### Birmingham City
Le 9 juillet 2021, il est de nouveau prêté par Manchester United à Birmingham City pour une saison. et le 1er septembre 2022 il quitte son club formateur Manchester United pour retrouver Birmingham City.

### Luton Town
En juillet 2023, il rejoint Luton Town.

### En sélection
Chong participe au championnat d'Europe des moins de 17 ans en 2016 avec l'équipe des Pays-Bas des moins de 17 ans. Il inscrit un but en quatre matchs lors de cette compétition durant laquelle les Néerlandais s'inclinent en demi-finale face au Portugal.
Le 16 novembre 2018, il honore sa première sélection avec les espoirs néerlandais à l'occasion d'un match amical contre l'Allemagne (défaite 3-0).

## Statistiques
| Saison                | Club                   | Championnat           | Championnat | Championnat | Championnat | Coupe(s) nationale(s) | Coupe(s) nationale(s) | Coupe(s) nationale(s) | Compétition(s) continentale(s) | Compétition(s) continentale(s) | Compétition(s) continentale(s) | Compétition(s) continentale(s) | Play-Off | Play-Off | Play-Off | Total | Total | Total |
| Saison                | Club                   | Division              | M.          | B.          | P.d.        | M.                    | B.                    | P.d.                  | Comp.                          | M.                             | B.                             | P.d.                           | M.       | B.       | P.d.     | M.    | B.    | P.d.  |
| 2018-2019             | Manchester United      | Premier League        | 2           | 0           | 0           | 1                     | 0                     | 0                     | C1                             | 1                              | 0                              | 0                              | -        | -        | -        | 4     | 0     | 0     |
| 2019-2020             | Manchester United      | Premier League        | 3           | 0           | 0           | 3                     | 0                     | 0                     | C3                             | 6                              | 0                              | 2                              | -        | -        | -        | 12    | 0     | 2     |
| Sous-total            | Sous-total             | Sous-total            | 5           | 0           | 0           | 4                     | 0                     | 0                     | -                              | 7                              | 0                              | 2                              | -        | -        | -        | 16    | 0     | 2     |
| 2020-2021             | Werder Brême (prêt)    | Bundesliga            | 13          | 0           | 1           | 2                     | 1                     | 1                     | -                              | -                              | -                              | -                              | -        | -        | -        | 15    | 1     | 2     |
| Sous-total            | Sous-total             | Sous-total            | 13          | 0           | 1           | 2                     | 1                     | 1                     | -                              | -                              | -                              | -                              | -        | -        | -        | 15    | 1     | 2     |
| 2020-2021             | Club Bruges KV (prêt)  | Jupiler Pro League    | 7           | 0           | 3           | 3                     | 1                     | 0                     | C3                             | 0                              | 0                              | 0                              | 3        | 0        | 1        | 13    | 1     | 4     |
| Sous-total            | Sous-total             | Sous-total            | 7           | 0           | 3           | 3                     | 1                     | 0                     | -                              | -                              | -                              | -                              | -        | -        | -        | 10    | 1     | 3     |
| 2021-2022             | Birmingham City (prêt) | Championship          | 20          | 1           | 2           | 0                     | 0                     | 0                     | -                              | -                              | -                              | -                              | -        | -        | -        | 20    | 1     | 2     |
| 2022-2023             | Birmingham City        | Championship          | 38          | 4           | 5           | 3                     | 0                     | 0                     | -                              | -                              | -                              | -                              | -        | -        | -        | 41    | 4     | 5     |
| Sous-total            | Sous-total             | Sous-total            | 58          | 5           | 7           | 3                     | 0                     | 0                     | -                              | -                              | -                              | -                              | -        | -        | -        | 61    | 5     | 7     |
| 2023-2024             | Luton Town             | Premier League        | 18          | 1           | 0           | 3                     | 1                     | 0                     | -                              | -                              | -                              | -                              | -        | -        | -        | 21    | 2     | 0     |
| Sous-total            | Sous-total             | Sous-total            | 18          | 1           | 0           | 6                     | 1                     | 0                     | -                              | 0                              | 0                              | 0                              | 0        | 0        | 0        | 24    | 2     | 0     |
| Total sur la carrière | Total sur la carrière  | Total sur la carrière | 101         | 6           | 11          | 15                    | 2                     | 1                     | -                              | 7                              | 0                              | 2                              | 3        | 0        | 1        | 126   | 8     | 15    |